# Moldova a 2014. évi téli olimpiai játékokon
Moldova az oroszországi Szocsiban megrendezett 2014. évi téli olimpiai játékok egyik részt vevő nemzete volt. Az országot az olimpián 4 sportágban 4 sportoló képviselte, akik érmet nem szereztek.

## Alpesisí
Férfi
| Versenyző     | Versenyszám            | Eredmény      | Helyezés      |
| ------------- | ---------------------- | ------------- | ------------- |
| Georg Lindner | Szuperóriás-műlesiklás | nem ért célba | nem ért célba |

## Biatlon
Női
| Versenyző           | Versenyszám   | Időeredmény | Lövőhiba | Helyezés |
| ------------------- | ------------- | ----------- | -------- | -------- |
| Alexandra Camenscic | 7,5 km sprint | 27:37,0     | 2 (2+0)  | 84.      |

## Sífutás
Férfi
| Versenyző      | Versenyszám | Selejtező | Selejtező | Negyeddöntő | Negyeddöntő | Elődöntő | Elődöntő | Döntő   | Döntő    |
| Versenyző      | Versenyszám | Idő       | Hely.     | Idő         | Hely.       | Idő      | Hely.    | Idő     | Helyezés |
| -------------- | ----------- | --------- | --------- | ----------- | ----------- | -------- | -------- | ------- | -------- |
| Victor Pinzaru | Sprint      | 4:04,91   | 77.       | kiesett     | kiesett     | kiesett  | kiesett  | kiesett | 77.      |

Női
| Versenyző           | Versenyszám | Eredmény | Helyezés |
| ------------------- | ----------- | -------- | -------- |
| Alexandra Camenscic | 10 km       | 39:52,6  | 71.      |

## Szánkó
| Versenyző      | Versenyszám | 1. futam | 1. futam | 2. futam | 2. futam | 3. futam | 3. futam | 4. futam | 4. futam | Összesítés | Összesítés |
| Versenyző      | Versenyszám | Idő      | Hely.    | Idő      | Hely.    | Idő      | Hely.    | Idő      | Hely.    | Idő        | Helyezés   |
| -------------- | ----------- | -------- | -------- | -------- | -------- | -------- | -------- | -------- | -------- | ---------- | ---------- |
| Bogdan Macovei | Férfi egyes | 54,591   | 37.      | 54,271   | 35.      | 53,925   | 35.      | 53,779   | 36.      | 3:36,566   | 36.        |